# (36502) 2000 QM57
2000 QM57 (asteroide 36502) é um asteroide da cintura principal. Possui uma excentricidade de 0.14355780 e uma inclinação de 5.44112º.
Este asteroide foi descoberto no dia 26 de agosto de 2000 por LINEAR em Socorro.